# Nir Klinger
Nir Klinger (Haifa, 25 maggio 1966) è un allenatore di calcio ed ex calciatore israeliano, di ruolo difensore, tecnico dell'Hapoel Tel Aviv.

## Palmarès

### Giocatore

#### Competizioni nazionali
- Campionato israeliano: 5

Maccabi Haifa: 1984-1985, 1988-1989
Maccabi Tel Aviv: 1991-1992, 1994-1995, 1995-1996

### Allenatore

#### Competizioni nazionali
- Coppa di Israele: 1

Hapoel Haifa: 2017-2018